# DeWitt C. Ramsey

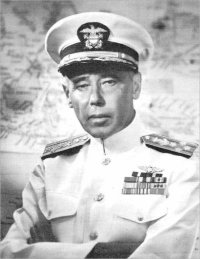
Admiral DeWitt C. Ramsey

DeWitt Clinton „Duke“ Ramsey (* 2. Oktober 1888 in Whipple Barracks, Prescott, Arizona; † 7. September 1961 in Philadelphia, Pennsylvania) war ein US-amerikanischer Admiral der US Navy, der zwischen 1946 und 1948 Vice Chief of Naval Operations sowie anschließend von 1948 bis 1949 in Personalunion sowohl Oberbefehlshaber der US Pacific Fleet als auch Oberbefehlshaber des US Pacific Command war.

## Leben

### Militärische Ausbildung, Erster Weltkrieg und Zeit bis zum Zweiten Weltkrieg
Edwards begann nach dem Schulbesuch 1908 seine militärische Ausbildung an der US Naval Academy in Annapolis, die er 1912 abschloss. Nach seiner Beförderung zum Leutnant zur See im Juni 1912 fand er verschiedene Verwendungen an Bord von Schiffen sowie anderen Einheiten der US-Marine. 1917 absolvierte er auch eine Ausbildung zum Marineflieger, die er mit dem Flugführerabzeichen (Naval Aviator Badge) beendete.
Nach dem Kriegseintritt der Vereinigten Staaten in den Ersten Weltkrieg im November 1917 fungierte er als Inspektionsoffizier für die US-Marinefliegerstützpunkte (US Naval Air Station) und war anschließend Mitglied der Interalliierten Waffenstillstandskommission für die Verhandlungen für den Waffenstillstand von Compiègne 1918. In der Folgezeit war er als Marineflieger auf verschiedenen Schiffen sowie in unterschiedlichen Stabsverwendungen tätig.
1938 wurde Ramsey an Bord des Flugzeugträgers Saratoga versetzt, deren Erster Offizier (Executive Officer) er 1939 wurde. Ende 1939 wechselte er in das Bureau of Aeronautics, die für die Marinefliegerverbände der US Navy zuständigen Behörde und wurde dort zunächst Leiter der Planungsabteilung, ehe er 1941 Stellvertretender Leiter des Bureau of Aeronautics wurde. Er war damit einer der engsten Mitarbeiter des damaligen Leiters des Büros, Konteradmiral John H. Towers. Als solcher gehörte er zu den Teilnehmern der sogenannten ABC-1-Gespräche, einer Reihe geheimer Gespräche zwischen britischen und US-amerikanischen Stabsoffizieren Anfang 1941, bei denen über eine gemeinsame Strategie im Zweiten Weltkrieg beraten wurde.

### Zweiter Weltkrieg

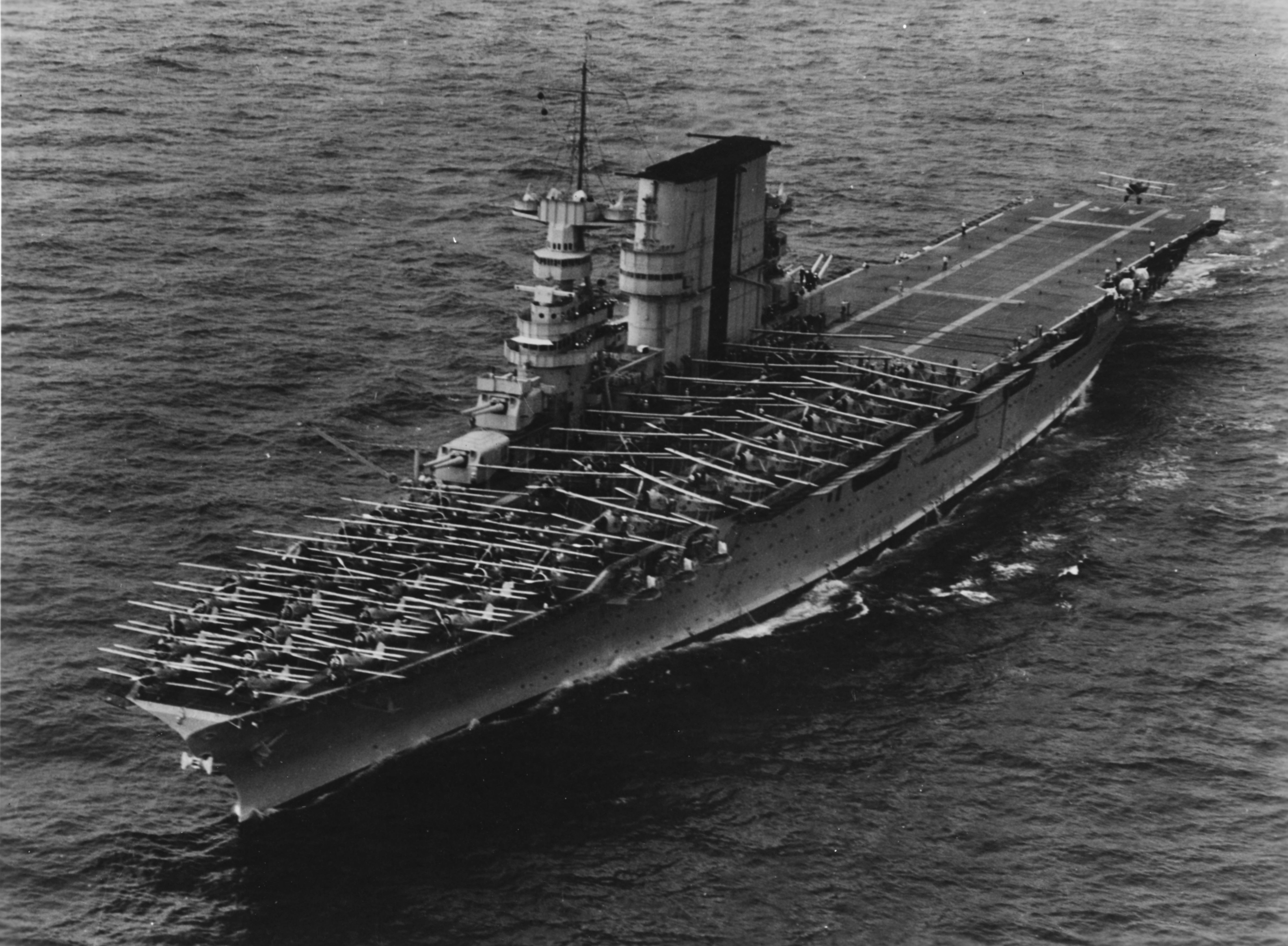
Als Kommandant des Flugzeugträgers Saratoga nahm Ramsey 1942 am Pazifikkrieg teil

Nach dem Eintritt der USA in den Zweiten Weltkrieg nach dem Angriff auf Pearl Harbor am 7. Dezember 1941 durch die Kaiserlich Japanischen Marineluftstreitkräfte wurde Kapitän zur See Ramsey am 12. Mai 1942 als Nachfolger von Kapitän zur See Archibald Hugh Douglas Kommandant (Commanding Officer) des Flugzeugträgers USS Saratoga und verblieb auf diesem Posten bis zu seiner Ablösung durch Kapitän zur See Gerald F. Bogan am 27. September 1942. Während dieser Zeit nahm er an der Schlacht um Guadalcanal sowie der Schlacht bei den Ost-Salomonen im August 1942 teil, wobei ihm der Angriff und die Beschädigung der Schiffe von zwei Einsatzverbänden der Kaiserlich Japanischen Marine gelang. Für diese Verdienste wurde ihm am 30. Oktober 1942 das Navy Cross verliehen.
Danach wurde Ramsey Kommandeur einer Eingriffsgruppe (Task Force), zu der unter anderem die Victorious, ein Flugzeugträger der Royal Navy gehörte, ehe er am 6. August 1943 als Nachfolger von Konteradmiral John S. McCain, Sr. Leiter des Bureau of Aeronautics wurde. Konteradmiral Ramsey verblieb auf diesem Posten bis zum 1. Juni 1945 und wurde danach von Konteradmiral Harold B. Sallada abgelöst. Als Leiter des Bureau of Aeronautics war Ramsey an den intensiven Vorbereitungen für die Offensive gegen Japan beteiligt und führte nach der vorhergehenden Analyse die Formulierungen und Ausführungen für die Teilnahme der Marinefliegerkräfte in dieser Offensive durch. Hierfür wurde ihm die Navy Distinguished Service Medal sowie im September 1945 der Legion of Merit verliehen.

### Nachkriegszeit und Admiral der US Navy

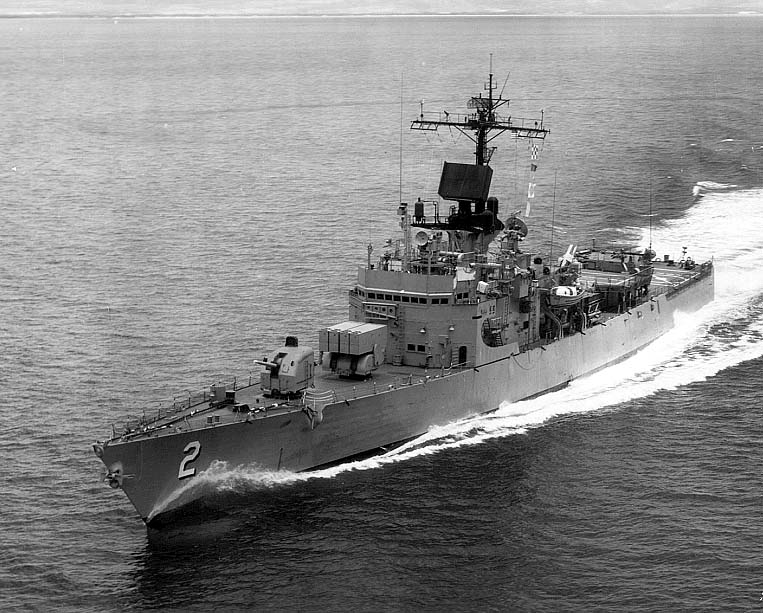
Ihm zu Ehren wurde der 1967 in Dienst genommene Zerstörer Ramsey benannt

Am 15. Januar 1946 wurde Ramsey Nachfolger von Admiral Richard S. Edwards, Jr. Vice Chief of Naval Operations und bekleidete damit nach dem Chief of Naval Operations den zweithöchsten Posten innerhalb der Führung der US Navy. Das Amt des VCNO übte er bis zum 3. Januar 1948 aus und wurde im Anschluss von Admiral Arthur W. Radford abgelöst. Als Vice Chief of Naval Operations war er insbesondere verantwortlich für die Umsetzung der Politik und Pläne zur Modifizierung der Kriegszeitstandards, um die Anforderungen an die Marine in Friedenszeiten mit einem Minimum hinsichtlich der Reduzierung in potenzieller Stärke zu erfüllen. Für diese Leistungen empfing er zum zweiten Mal die Navy Distinguished Service Medal, wobei ihm stattdessen ein Goldener Stern zur ersten Navy Distinguished Service Medal überreicht wurde.
Als Nachfolger von Admiral Louis E. Denfeld wurde Admiral Ramsey am 12. Januar 1948 Oberbefehlshaber der US-Pazifikflotte USPACFLT (US Pacific Fleet) und übernahm in Personalunion von Denfield auch die Funktion als Oberbefehlshaber des US-Pazifikkommandos USPACOM (US Pacific Command), wodurch er Oberkommandierender des teilstreitkräfteübergreifenden Regionalkommandos der US-Streitkräfte für den pazifischen und südostasiatischen Raum war. Daneben bekleidete er vom 17. April 1948 bis zum 1. Mai 1949 auch das Amt des Hochkommissars für das Treuhandgebiet Pazifische Inseln. Am 1. Mai 1949 schied er als Admiral aus dem aktiven Militärdienst aus. Nachfolger als Oberbefehlshaber der US-Pazifikflotte sowie als Oberbefehlshaber des US-Pazifikkommandos wurde abermals Admiral Arthur W. Radford.
Ihm zu Ehren wurde die USS Ramsey, ein Zerstörer beziehungsweise spätere Fregatte der Brooke-Klasse, die am 3. Juni 1967 in Dienst genommen wurde. Zudem ist er Namensgeber für den Ramsey-Gletscher in der Antarktis.

## Auszeichnungen
- Navy Cross
- Navy Distinguished Service Medal (2 x)
- Legion of Merit